# Hoviv
Hoviv (de son vrai nom René Hovivian) est un dessinateur humoristique français né le 26 octobre 1929 à Vienne (Isère) et mort le 28 mai 2005 à Clamart.

## Biographie
René Hovivian naît le 26 octobre 1929 à Vienne (Isère). Il est le fils de Chenorig et Vahan Hovivian, originaires de Gemerek en Anatolie, et il a un frère, Zohrab, et une sœur, Alice.
En 1946, à 17 ans, il entre aux Beaux-Arts de Lyon et publie ses premières bandes dessinées, intitulées SOS Dakota et Indianapolis Sanglant.
En 1947, il part s'installer en Arménie soviétique avec sa famille, attirés par le « paradis communiste » comme des milliers d’autres Arméniens. Dans la capitale, Erevan, il rentre à l’usine et devient soudeur à l’arc. Lors de la rafle de la nuit du 12 juin 1949, lui et sa famille sont déportés en Sibérie centrale, dans la Taïga comme 30 000 autres Arméniens (son père ayant été soupçonné de sympathies Tachnag) ; il y travaille en tant que bûcheron. Libérée en 1956, sa famille retourne à Erevan tandis qu'il s’installe à Moscou un an plus tard et entre aux studios de Cinéma d’État. Il y apprend le dessin animé et participe à plusieurs créations. Il commence sa carrière de dessinateur humoristique en publiant dans les principaux journaux et magazines moscovites dont Krokodil, Ogonek ou les Nouvelles de Moscou.
Ils rentrent en France en 1964. Ses dessins ont été publiés dans de nombreux journaux : Le Hérisson, Marius, Ici Paris, Jours de France, Lui, Le Quotidien de Paris, ou encore Paris Match ainsi que dans divers ouvrages, dont Je réussis mon entretien d'embauche et CV : les lettres clés de ma carrière, de Marie-Françoise Guignard et Jean-Pierre Thiollet, parus à plusieurs reprises, aux Éditions Amarande puis chez Jean-Cyrille Godefroy.
Dans les années 1980, il s'engage en politique à droite.
Beaucoup de ses dessins ont pour sujet le sexe (notamment la série Les Mâles) ou la politique (par exemple Les Kamarades). Vers la fin de sa vie, il publiera deux albums sur la diaspora arménienne, sa communauté d'origine. Il meurt le 28 mai 2005 à son domicile de Clamart.

## Albums
Liste non exhaustive d'albums de dessins de Hoviv :
- C'est l'époque qui veut ça (Dargaud - 1973)
- " Tout feu, tout femme"  (Filipacchi Denoël, 1978)
- Les Mâles (Jupilles - 1982), cet album deviendra le début d'une série : Les mâles 2, Les mâles en vacances, Les Mâles font le trottoir, Supermâles
- C'est l'époque qui veut ça - Revu et corrigé (Dargaud - 1983)
- Les kamarades (Dargaud - 1984)
- Les neo-kamarades (Dargaud - 1984)
- Un Monde Foot, Foot, Foot... (Albin Michel - 1986)
- Les français sont tous beurés (Albin Michel, 1987)
- Les dessins indécents d'Hoviv (Albin Michel - 1991)
- Les Arméniens (Grancher - 2001)
- Le Clan des IAN, Arménité d'abord ! (Edipol - 2004)